# J̌
La j con carón (minúscula : ǰ) es una letra del alfabeto latino, derivada de J con la adición de un carón. Se utiliza en algunos esquemas de transcripción fonética, por ejemplo, ISO 9, para representar el sonido [ ʤ ]. También se usa en las escrituras latinas o en la romanización de varios idiomas iraníes y pamir (avestan, pashto, yaghnobi y otros), armenio, georgiano, bereber /tuareg y mongol clásico. La letra fue inventada por Lepsius en su Alfabeto estándar sobre el modelo de š y ž para evitar la confusión causada por la pronunciación ambigua de la letra j en los idiomas europeos.

## Unicode
Inusualmente, para una letra en la escritura latina, solo la minúscula ǰ se codifica como un carácter precompuesto en Unicode. La J̌ mayúscula es la secuencia J seguida de U+030C COMBINING CARON. La representación de este último formulario correctamente requiere la compatibilidad con el diseño OpenType relevante en la fuente, que puede no estar presente en todas las fuentes y/o funcionar en todos los sistemas.